# Zapovjedništvo specijalnih snaga OSRH
Zapovjedništvo specijalnih snaga (kratica ZSS) je cjelina Oružanih snaga Republike Hrvatske, podređena Glavnom stožeru OSRH, čija je misija osigurati borbenu spremnost specijalnih snaga za operacije u obrani teritorijalne cjelovitosti, suvereniteta i neovisnosti Republike Hrvatske te za sudjelovanje u NATO i koalicijskim vođenim operacijama.
Zapovjedništvo specijalnih snaga nastalo je iz Bojne za specijalna djelovanja (BSD) koja je postojala od 8. rujna 2000. godine do prosinca 2014. godine, kada je u cilju reorganizacije i uspostavljanja nove strukture, a u skladu s odredbama Dugoročnog plana razvoja OS RH za razdoblje 2015. do 2024. godine, te odlukom Predsjednika Republike Hrvatske i vrhovnog zapovjednika Oružanih snaga, odlukom ministra obrane RH i zapovijedi načelnika GS OS RH, pokrenuto gašenje BSD-a i stvaranje Zapovjedništva specijalnih snaga. Cilj preustrojavanja je stvaranje interoperabilnih, razmjestivih i spremnih snaga za specijalne operacije koje će biti sposobne odgovoriti svojim djelovanjem na trenutne i buduće sigurnosne izazove.
Početkom veljače 2015. godine ustrojeno je Zapovjedništvo specijalnih snaga koje u svom sastavu ima i pet ustrojbenih jedinica. Zapovjedna satnija, Komando satnija i Satnija za obuku se nalaze u Delnicama. 1. Grupa specijalnih snaga se nalazi u Udbini, a 2. grupa specijalnih snaga u ratnoj luci Lora u Splitu. 
Sredinom 2019. godine dolazi do daljnjeg preustroja Zapovjedništva specijalnih snaga kada se Zapovjedništvo preustrojava u 5 grupa specijalnih snaga, te se uz dosadašnju 1. i 2. grupu specijalnih snaga osniva 3. grupa specijalnih snaga, 4. grupa specijalnih snaga namijenjena za zrakoplovne specijalne operacije te 5. grupa specijalnih snaga namijenjena za psihološke operacije. Paralelno sa spomenutim preustrojem Zapovjedništva specijalnih snaga u 194. eskadrili osnovan je 3. vod za specijalne zrakoplovne namjene koji helikopterima Mi-171Sh do dolaska helikoptera UH-60M Blackhawk pruža helikoptersku potporu Zapovjedništvu specijalnih snaga.
ZSS dan postrojbe obilježava 18. svibnja kao obljetnicu osnivanja Specijalnih snaga Hrvatske vojske i Dan Zapovjedništva specijalnih snaga u spomen na 18. svibnja 1991. godine kada je ustrojena Bojna Zrinski kao prva elitna postrojba Hrvatske vojske. Njezinu tradiciju nastavila je Bojna za specijalna djelovanja, a kasnije novoustrojeno Zapovjedništvo specijalnih snaga.
U Domovinskom ratu poginulo je 75 pripadnika specijalnih postrojbi Oružanih snaga RH, 286 je ranjeno, a 2 se i danas vode kao nestali. 
U gotovo 20 godina sudjelovanja Oružanih snaga Republike Hrvatske u misijama potpore miru, HV nije imala nitijednog smrtno stradalog pripadnika sve do 24. srpnja 2019. godine kada je u napadu bombaša samoubojice na vojno vozilo HV u Kabulu, Afghanistanu od posljedica napada preminuo hrvatski specijalac, te pripadnik Zapovjedništva specijalnih snaga, skupnik Josip Briški. Skupnik Josip Briški posmrtno je odlikovan Redom kneza Domagoja s ogrlicom i Zlatnom Domovinskom medaljom te Brončanom zvijezdom Oružanih Snaga SAD-a, medaljom NATO-a za sudjelovanje u operaciji ISAF/RSM i značkom eksperta pješaštva američke kopnene vojske. U čast skupniku Briškom, Središte za međunarodne vojne operacije OSRH, danas nosi njegovo ime. Također, pripadnici ZSS-a svake godine njemu u čast održavaju memorijalno natjecanje u streljaštvu te svaki dan brinu o sjećanju kako na skupnika Josipa Briškog tako i na sve druge poginule pripadnike specijalnih postrojbi OSRH iz Domovinskog rata, čija je tradicija i ostavština čvrsto utkana u Zapovjedništvo specijalnih snaga.

## Povijest
Stalnim transformacijama i obliklovanjima vojnih sustava zbog novih izazova i postavljenih zadaća u OSRH, mjerodavne institucije su 2000. godine, donijele odluku o ustrojavanju nove postrojbe pod nazivom Bojna za specijalna djelovanja. Cilj ustrojavanja je bio stvaranje postrojbe koja će objediniti i prihvatiti nove standarde kako bi se što lakše Oružane snage RH integrirale u NATO savez.
Bojna za specijalna djelovanja je bila namjenska postrojba OSRH, koja je osnovana 8. rujna 2000. godine, a nastala je spajanjem djelatnika Središta za posebne borbene vještine iz Šepurina i dijelom pripadnika iz 1. hrvatskog gardijskog zdruga koji je svojim ustrojem bio višenamjenska postrojba OSRH. Premještanjem postrojbe iz vojarne Šepurine kod Zadra u vojarnu Drgomalj u Delnicama, krenulo se s realizacijom zadaća iz nove vizije razvoja OSRH.
Bojna za specijalna djelovanja postojala je do prosinca 2014. godine, kada je u cilju reorganizacije i uspostavljanja nove strukture, a u skladu s odredbama Dugoročnog plana razvoja OS RH za razdoblje 2015. do 2024. godine, te Odlukom Predsjednika Republike Hrvatske i vrhovnog zapovjednika Oružanih snaga, Odlukom ministra Obrane RH i Zapovijedi načelnika GS OS RH, pokrenuto gašenje BSD-a i stvaranje Zapovjedništva specijalnih snaga. Cilj preustrojavanja je stvaranje interoperabilnih, razmjestivih i spremnih snaga za specijalne operacije koje će biti sposobne odgovoriti svojim djelovanjem na trenutne i buduće sigurnosne izazove.
Početkom veljače 2015. godine ustrojeno je Zapovjedništvo specijalnih snaga koje u svom sastavu ima i pet ustrojbenih jedinica. Zapovjedni i vodeći kadar Zapovjedništva specijalnih snaga čine pripadnici koji su proizašli iz rata, i koji su bili u sastavu specijalnih postrojbi, gardijskih brigada i izvidničkih postrojbi OSRH.
ZSS obilježava 18. svibnja kao obljetnicu osnivanja Specijalnih snaga Hrvatske vojske i Dan Zapovjedništva specijalnih snaga u spomen na 18. svibnja 1991. godine kada je ustrojena Bojna Zrinski kao prva elitna postrojba Hrvatske vojske. Njezinu tradiciju nastavila je Bojna za specijalna djelovanja, a kasnije novoustrojeno Zapovjedništvo specijalnih snaga.

## Ustroj Zapovjedništva specijalnih snaga

### Trenutačni ustroj
Zapovjedništvo Zapovjedništva specijalnih snaga - zapovjedna cjelina ZSS-a
Dom Zapovjedništva specijalnih snaga - administrativna cjelina ZSS-a
1. grupa specijalnih snaga - specijalizirana za provedbu operacija u kopnenom okruženju
2. grupa specijalnih snaga - specijalizirana za provedbu operacija i djelovanja ispod i/ili na vodenim površinama (mora, rijeke, jezera, obalna područja i sva ostala vodena okruženja).
3. grupa specijalnih snaga - unutar grupe djeluje Zapovjedništvo te Satnija za obuku, stoga je vrlo vjerojatno da je 3. GSS nositelj obučnih aktivnosti ZSS-a te da grupu vjejovatno sačinjava iskusni instruktorski kadar.
4. grupa specijalnih snaga - specijalizirana za zrakoplovne specijalne operacije
5. grupa specijalnih snaga - specijalizirana za psihološke operacije
Satnija za potporu - pruža sve oblike potpore potrebnih za svakodnevno funkcioniranje ZSS-a. Unutar satnije djeluje desetina službenih pasa K9.
Zapovjedništvo specijalnih snaga objedinjuje sposobnosti kroz četiri elementa koja se međusobno nadopunjuju: zapovjedni, operativni, potporni i obučni element.
Zapovjedni element priprema i upućuje pojedince, postrojbe i zapovjedništva u operacije/specijalne operacije ili aktivnosti koje imaju karakter operacija. Zapovjedni element je u potpori zapovjednom lancu OSRH pri planiranju i provedbi specijalnih operacija, pripremi i obučavanju snaga, pojačavanju zapovjedništva na strateškoj i operativnoj razini te izvršavanju ostalih zadaća od interesa za funkcioniranje OS RH.
Operativni element se sastoji od Grupa specijalnih snaga, jedna kopnena grupa (SO(L)TG) i jedna pomorska grupa (SO(M)TG), namijenjenih za planiranje i provedbu specijalnih operacija, samostalno uz podršku ili u potpori ostalih sastavnica ZSS i OSRH. Grupe specijalnih snaga se sastoje od zapovjedništva sa stožernim funkcijama od S-1 do S-6, Timova specijalnih snaga (TSS, eng. Special Operations Task Unit, SOTU), te voda za borbene potpore i elementa u službi borbene potpore. GSS su jezgro formiranja združenih namjenskih snaga. Timovi specijalnih snaga sastavljeni su od 12 pripadnika koji sukladno zadaćama razvijaju sposobnosti (izdvojenog) samostalnog djelovanja i reorganiziranja do 24 pripadnika.
Potporni element je nositelj svih oblika administrativne i logističke potpore koji su nužni za svakodnevno funkcioniranje, život i rad ZSS-a, te po potrebi ojačava Grupu specijalnih snaga potrebitim elementima.
Obučni element je nositelj obuke specijalnosti Specijalnih snaga što obuhvaća selekciju i kvalifikaciju (obuka dodatne osposobljenosti), te obuku naprednih vještina operativca specijalnih snaga.

## Međunarodna vojna suradnja i obuka

### Suradnja
- Suradnja s Oružanim snagama SAD-a
  - Zapovjedništvo za specijalne operacije SAD-a,
    - Zapovjedništvo specijalnih operacija Europa (SOCEUR, SAD)
      - 10. grupa Specijalnih snaga
      - Mornarička specijalna ratna jedinica 2

    - 19. grupa Specijalnih snaga

- Suradnja s Britanskim oružanim snagama 
  - Specijalne snage Ujedinjenog Kraljevstva (UKSF)

- Suradnja s Njemačkim obrambenim snagama 
  - Kommando Spezialkräfte (KSK)

- Suradnja s OS Republike Poljske
  - Zapovjedništvo za specijalne operacije Oružanih snaga Republike Poljske (POLSOCOM)

- Suradnja u sklopu Srednjoeuropske obrambene suradnje
  - OS Austrije, OS Češke, OS Mađarske, OS Slovačke, OS Slovenije

- Suradnja s ostalim zemljama članicama NATO-a i EU

### Obuka
Zapovjedništvo specijalnih snaga OS RH u sklopu obuke i pripreme svojih djelatnika surađuje s obučnim središtima NATO-a i saveznika:
- NATO Special Operations Headquarters – NATO SO School, Chievres, Belgija

- International Special Training Centre, Pfullendorf, Njemačka

- US Naval Small Craft Instruction and Technical Training School, Mississippi, SAD

- 7th Army Joint Multinational Training Command, Vilseck, Njemačka

- Multinational Center of Exelence on Mountain Training, Poljče, Slovenija

## Dosadašnje sudjelovanje pripadnika ZSS-a u međunarodnim operacijama potpore miru
- EUFOR Tchad/RCA & MINURCAT Tchad/RCA (2 rotacije, 2008. – 2009.),

- MLOT timovi u operaciji ISAF (3 rotacije, 2008. – 2009.),

- OMLT (Kandak) u operaciji ISAF (1 rotacija, 2011.),

- MAT (Kandak) u operaciji ISAF (1 rotacija, 2012.),

- SOTU u operaciji ISAF – TF 50 (1 rotacija, 2014.),

- ISAF SOF CSOTF-10 (3 rotacije),

- NSOCC-A (3 rotacije),

- AAT / Door Gunners (2 rotacije),

- Pojedinačne pozicije u operaciji ISAF (u sklopu mađarskog PRT-a, 2010. – 2012.),

- Pojedinačne pozicije u operaciji ISAF (u sklopu škole VP ANA-e).

## Zapovjednici
- brigadni general Perica Turalija (2015.-2021.)
- pukovnik Ante Carminatti (2021.-2021.)
- brigadir Ivan Miloš (2021.-)

## Oprema
| Samokresi            | Samokresi     | Samokresi | Samokresi    |
| Model                | Slika         | Kalibar   | Porijeklo    |
| -------------------- | ------------- | --------- | ------------ |
| HS Produkt HS        | HS2000        | 9x19mm    | Hrvatska     |
| HS Produkt SF        | XDM           | 9x19mm    | Hrvatska     |
| Strojnice            |               |           |              |
| Model                | Slika         | Kalibar   | Porijeklo    |
| Heckler & Koch MP7   | MP7           | 4.6x30mm  | Njemačka     |
| Heckler & Koch UMP   | UMP           | 9x19mm    | Njemačka     |
| Heckler & Koch MP5   | MP5           | 9x19mm    | Njemačka     |
| Jurišne puške        |               |           |              |
| Model                | Slika         | Kalibar   | Porijeklo    |
| HS Produkt VHS-2     |               | 5.56x45mm | Hrvatska     |
| Heckler & Koch G-36  | G36           | 5.56x45mm | Njemačka     |
| Heckler & Koch HK416 | HK416         | 5.56x45mm | Njemačka     |
| Colt M4              | M4            | 5.56x45mm | SAD          |
| FN SCAR              | SCAR          | 5.56x45mm | Belgija      |
| FN F2000             | FN2000        | 5.56x45mm | Belgija      |
| Puškostrojnice       |               |           |              |
| Model                | Slika         | Kalibar   | Porijeklo    |
| FN Minimi            | Minimi        | 5.56x45mm | Belgija      |
| Heckler & Koch HK21  | HK21          | 5.56x45mm | Njemačka     |
| Browning M2          | Browning M2   | 12.7x99mm | SAD          |
| Snajperske puške     |               |           |              |
| Model                | Slika         | Kalibar   | Porijeklo    |
| Heckler & Koch HK417 | HK417         | 7.62×51mm | Njemačka     |
| Remington M40        | Remington M40 | 7.62×51mm | SAD          |
| Sako TRG-42          | TRG-42        | 7.62x67mm | Finska       |
| Barrett M82          |               | 12.7×99mm | SAD          |
| Metallic RT-20       | RT-20         | 20x110mm  | Hrvatska     |
| Bacači granata       |               |           |              |
| Model                | Slika         | Kalibar   | Porijeklo    |
| HS Produkt VHS-BG    |               | 40x46mm   | Hrvatska     |
| Heckler & Koch AG36  | AG36          | 40x46mm   | Njemačka     |
| Metallic RBG-6       | RBG-6         | 40x46mm   | JAR Hrvatska |
| Mk 19 bacač granata  | Mk 19         | 40x53mm   | SAD          |

## Poveznice
- Bojna za specijalna djelovanja
- Bojna Frankopan
- Bojna Zrinski
- 1. hrvatski gardijski zdrug
- Zapovjedništvo za specijalne operacije (SAD)